# Lista de prêmios e indicações recebidos por Gloria Groove
Esta é uma lista dos prêmios e indicações recebidos por Gloria Groove, um cantor, compositor e drag queen brasileiro.

## Prêmio APCA
Prêmio APCA é um prêmio brasileiro criado em 1956 pela Associação Paulista de Críticos Teatrais (atual Associação Paulista de Críticos de Arte) com foco em doze áreas culturais: Arquitetura, artes visuais, cinema, dança, literatura, moda, música erudita, música popular, rádio, teatro, teatro infantil e televisão. É reconhecido como a mais tradicional premiação brasileira na área de cultura.
| Ano  | Recipiente    | Categoria      | Resultado |
| ---- | ------------- | -------------- | --------- |
| 2022 | Gloria Groove | Artista do Ano | Indicado  |
| 2022 | Lady Leste    | Álbum do Ano   | Indicado  |

## Prêmio Jovem Brasileiro
Prêmio Jovem Brasileiro é uma importante premiação brasileira, criada em 2002, que homenageia os jovens que estão em destaque na música, televisão, cinema, esportes, meio ambiente e internet brasileira.
| Ano  | Recipiente                         | Categoria        | Resultado |
| ---- | ---------------------------------- | ---------------- | --------- |
| 2018 | "Bumbum de Ouro"                   | Clipe Bombado    | Venceu    |
| 2019 | "Coisa Boa"                        | Clipe Bombástico | Indicado  |
| 2019 | "Provocar"                         | Feat do Ano      | Indicado  |
| 2019 | "Provocar"                         | Hit do Ano       | Indicado  |
| 2021 | "Bonekinha"                        | Clipe Bombástico | Indicado  |
| 2021 | "Deve Ser Horrível Dormir Sem Mim" | Hit do Ano       | Indicado  |
| 2021 | "Rolê"                             | Melhor Feat      | Indicado  |

## Meus Prêmios Nick
Meus Prêmios Nick (abreviação: MPN) é a versão brasileira do Kids' Choice Awards (abreviação KCA), o maior prêmio infantil da TV mundial, e já se consagrou como o maior evento do tipo no país.
| Ano  | Recipiente | Categoria         | Resultado |
| ---- | ---------- | ----------------- | --------- |
| 2018 | Ele mesmo  | Revelação Musical | Indicado  |
| 2021 | Ele mesmo  | Inspiração do Ano | Indicado  |

## MTV Millennial Awards Brasil
O MTV Millennial Awards Brasil (MTV Miaw Brasil), também conhecido como MTV MIAW, é uma premiação criada pela MTV Latinoamerica que recompensa o melhor da geração Y nas áreas da música, dos filmes e do mundo digital.
| Ano  | Recipiente    | Categoria        | Resultado |
| ---- | ------------- | ---------------- | --------- |
| 2018 | "Joga Bunda"  | Feat do Ano      | Indicado  |
| 2019 | Glória Groove | Artista Musical  | Indicado  |
| 2021 | Glória Groove | Style do Ano     | Indicado  |
| 2022 | Glória Groove | Ícone MIAW       | Indicado  |
| 2022 | Glória Groove | Artista Musical  | Indicado  |
| 2022 | Glória Groove | Orgulho do Vale  | Indicado  |
| 2022 | Lady Leste    | Albaum do Ano    | Indicado  |
| 2022 | "A Queda"     | Hino do Ano      | Indicado  |
| 2022 | "A Queda"     | Clipe do Ano     | Indicado  |
| 2022 | "Leilão"      | Coreô Envolvente | Indicado  |

## Capricho Awards
O CH Awards é uma premiação brasileira feita para os jovens, no intuito de premiar o que mais bomba neste universo. A premiação é desenvolvida pelo veículo Capricho. 
| Ano  | Recipiente                         | Categoria   | Resultado |
| ---- | ---------------------------------- | ----------- | --------- |
| 2020 | "Deve Ser Horrível Dormir Sem Mim" | Feat do Ano | Indicado  |

## Flame Roem World Awards
O Flame Roem World Awards é uma premiação brasileira que busca prestigiar o melhor da música, TV e web nacional e internacional. 
| Ano  | Recipiente                         | Categoria                  | Resultado |
| ---- | ---------------------------------- | -------------------------- | --------- |
| 2021 | Ele mesmo                          | Artista do Ano             | Indicado  |
| 2021 | "Bonekinha"                        | Videoclipe Nacional do Ano | Indicado  |
| 2021 | "Deve Ser Horrível Dormir Sem Mim" | Videoclipe Nacional do Ano | Indicado  |

## Melhores do Ano
O Melhores do Ano (MDA) é uma premiação realizada pela emissora brasileira TV Globo.
| Ano  | Recipiente             | Categoria     | Resultado |
| ---- | ---------------------- | ------------- | --------- |
| 2022 | "Vermelho"             | Música do Ano | Indicado  |
| 2024 | "Nosso Primeiro Beijo" | Música do Ano | Indicado  |

## MVF Awards
O Music Video Festival (MVF) Awards é uma premiação brasileira que busca prestigiar os melhores videosclipes nacionais e internacionais, pautando-se da direção, roteiro, narrativa e entre outros requisitos articulados nos videosclipes. A premiação é dividida entre voto popular e voto júri. 
| Ano  | Recipiente                         | Categoria                                           | Resultado |
| ---- | ---------------------------------- | --------------------------------------------------- | --------- |
| 2021 | "A Caminhada"                      | Melhor Figurino em Videoclipe Nacional              | Indicado  |
| 2021 | "A Caminhada"                      | Melhor Videoclipe Envolvendo Diversidade e Inclusão | Venceu    |
| 2021 | "Deve Ser Horrível Dormir Sem Mim" | Melhor Narrativa em Videoclipe Nacional             | Indicado  |
| 2021 | "Deve Ser Horrível Dormir Sem Mim" | Melhor Videoclipe Nacional                          | Venceu    |

## People's Choice Awards
People's Choice Awards é uma premiação que reconhece as pessoas, músicas e séries da cultura popular. Foi criada pelo produtor Bob Stivers e é exibida desde 1975 pela CBS. A premiação é atualmente produzida pela empresa de higiene Procter & Gamble e decidida por votação online.
| Ano  | Recipiente | Categoria                               | Resultado | Ref.        |
| ---- | ---------- | --------------------------------------- | --------- | ----------- |
| 2022 | Ele mesmo  | Influenciador do Ano (Categoria Brasil) | Indicado  | [ 4 ] [ 5 ] |

## Prêmio Biscoito
O Prêmio Biscoito é uma premiação brasileira realizada anualmente pelo Portal Prêmio Biscoito, que coroa artistas, músicas e influenciadores da comunidade LGBTQIA+ do país.
| Ano  | Recipiente                         | Categoria          | Resultado |
| ---- | ---------------------------------- | ------------------ | --------- |
| 2021 | Affair                             | Álbum do Ano       | Indicado  |
| 2021 | Ele mesmo                          | Artista do Ano     | Indicado  |
| 2021 | "Deve Ser Horrível Dormir Sem Mim" | Clipe do Ano       | Indicado  |
| 2021 | "Vício"                            | Coreo do Ano       | Indicado  |
| 2021 | Groovers                           | Fandom do Ano      | Indicado  |
| 2021 | "Rolê"                             | Feat do Ano        | Indicado  |
| 2021 | "A Tua Voz"                        | Hit do Ano         | Indicado  |
| 2021 | Live da GG                         | Live do Ano        | Indicado  |
| 2021 | Gloria Groove                      | Performance do Ano | Venceu    |

## Prêmio Hits del Verano
O “Prêmio Hits del Verano” é uma premiação mexicana que visa coroar os melhores da música latinamericana, em diversas categorias. 
| Ano  | Recipiente                         | Categoria                     | Resultado |
| ---- | ---------------------------------- | ----------------------------- | --------- |
| 2021 | "Deve Ser Horrível Dormir Sem Mim" | Mejor Video Musical Brasileño | Venceu    |

## Prêmio LGBT + Som
O “Prêmio LGBT + Som” é uma premiação brasileira realizada anualmente pelo blog LGBTQIA+ "Guia Gay de São Paulo", da Metrólopes, que visa coroar artistas e músicas internacionais e nacionais que fizeram sucesso no universo LGBTQIA+ do país.
| Ano  | Recipiente                         | Categoria                                 | Resultado |
| ---- | ---------------------------------- | ----------------------------------------- | --------- |
| 2020 | "Deve Ser Horrível Dormir Sem Mim" | Melhor Canção Nacional Featuring ou Grupo | Indicado  |
| 2020 | "Deve Ser Horrível Dormir Sem Mim" | Melhor Videoclipe Nacional                | Venceu    |

## Prêmio Multishow de Música Brasileira
O Prêmio Multishow de Música Brasileira (PMMB) é a maior premiação musical brasileira, realizada anualmente pelo canal fechado Multishow, cuja primeira edição ocorreu em 1994 com o intuito de premiar os melhores do ano da música brasileira através de votação da sua audiência e (a partir de 2011) de um júri especializado, composto por jornalistas e técnicos da indústria fonográfica. Em 2022, Gloria recebeu 7 indicações.

| Ano  | Recipiente | Categoria        | Resultado |
| ---- | ---------- | ---------------- | --------- |
| 2018 | Ele mesmo  | Experimente      | Indicado  |
| 2022 | Ele mesmo  | Artista do Ano   | Indicado  |
| 2022 | Ele mesmo  | Voz do Ano       | Venceu    |
| 2022 | Lady Leste | Álbum do Ano     | Indicado  |
| 2022 | Lady Leste | Capa do Ano      | Indicado  |
| 2022 | "Vermelho" | Música do Ano    | Indicado  |
| 2022 | "Vermelho" | Hit do Ano       | Indicado  |
| 2022 | "Vermelho" | Clipe TVZ do Ano | Indicado  |
| 2022 | "A Queda"  | Clipe TVZ do Ano | Indicado  |

## Prêmio POP Mais
O Prêmio Pop Mais é uma premiação brasileira realizada anualmente pelo Site POP Mais, com intuito de premiar as melhores músicas e artistas que tiveram melhor desempenho no âmbito midiático. 
| Ano  | Recipiente                         | Categoria          | Resultado |
| ---- | ---------------------------------- | ------------------ | --------- |
| 2020 | "Deve Ser Horrível Dormir Sem Mim" | Melhor Clipe       | Indicado  |
| 2020 | "Deve Ser Horrível Dormir Sem Mim" | Melhor Colaboração | Venceu    |

## Prêmio TodaTeen
O Prêmio TodaTeen é uma premiação anual brasileira, realizada pelo veículo TodaTeen, que explora o mundo artístico entre os jovens e busca coroar os melhores e maiores destaques da música, cinema e internet do ano.
| Ano  | Recipiente                         | Categoria   | Resultado |
| ---- | ---------------------------------- | ----------- | --------- |
| 2020 | "Deve Ser Horrível Dormir Sem Mim" | Feat do Ano | Venceu    |

## SEC Awards
O SEC Awards é uma premiação anual brasileira realizada pelo portal Séries em Cena, que visa coroar o melhor entre as séries de TV, realitys, música e entretenimento. 
| Ano  | Recipiente                         | Categoria              | Resultado |
| ---- | ---------------------------------- | ---------------------- | --------- |
| 2021 | "Deve Ser Horrível Dormir Sem Mim" | Clipe Nacional do Ano  | Venceu    |
| 2021 | "Deve Ser Horrível Dormir Sem Mim" | Música Nacional do Ano | Venceu    |

## Splash Awards
O Splash Awards é uma premiação brasileira da UOL, para coroar as melhores músicas, clipes, artistas e personalidades do ano na cultura pop, na internet, na televisão.
| Ano  | Recipiente                         | Categoria             | Resultado |
| ---- | ---------------------------------- | --------------------- | --------- |
| 2020 | "Deve Ser Horrível Dormir Sem Mim" | Melhor Clipe Nacional | Venceu    |

## WME Awards
O Women Music Event (WME) Awards é uma premiação brasileira feita unicamente para premiar e prestigiar o trabalho de mulheres no universo da música, internet, empreendimento e entre outros. 
| Ano  | Recipiente                         | Categoria                | Resultado |
| ---- | ---------------------------------- | ------------------------ | --------- |
| 2020 | "Deve Ser Horrível Dormir Sem Mim" | Melhor Música Mainstream | Indicado  |
| 2020 | "Deve Ser Horrível Dormir Sem Mim" | Melhor Videoclipe        | Venceu    |